# Alpesisí az 1992. évi téli olimpiai játékokon
Az 1992. évi téli olimpiai játékokon az alpesisí versenyszámait Méribel, Val-d’Isère és a Les Menuires síterepeken rendezték meg február 9. és 22. között.

## Részt vevő nemzetek
A versenyeken 50 nemzet 321 sportolója vett részt.
- Algéria (ALG) (4)
- Amerikai Virgin-szigetek (ISV) (2)
- Andorra (AND) (5)
- Argentína (ARG) (6)
- Ausztrália (AUS) (2)
- Ausztria (AUT) (20)
- Brazília (BRA) (7)
- Bolívia (BOL) (5)
- Bulgária (BUL) (3)
- Ciprus (CYP) (4)
- Csehország (CZE) (4)
- Chile (CHI) (5)
- Costa Rica (CRC) (4)
- Dánia (DEN) (2)
- Dél-Korea (KOR) (2)
- Egyesült Államok (USA) (20)
- Egyesített Csapat (EUN) (7)
- Észak-Korea (PRK) (2)
- Franciaország (FRA) (19)
- Fülöp-szigetek (PHI) (1)
- Görögország (GRE) (3)
- Horvátország (CRO) (1)
- India (IND) (2)
- Izland (ISL) (3)
- Japán (JPN) (6)
- Jugoszlávia (YUG) (9)
- Kanada (CAN) (10)
- Kína (CHN) (2)
- Lengyelország (POL) (3)
- Libanon (LIB) (4)
- Liechtenstein (LIE) (6)
- Luxemburg (LUX) (1)
- Magyarország (HUN) (6)
- Marokkó (MAR) (9)
- Mexikó (MEX) (10)
- Nagy-Britannia (GBR) (12)
- Németország (GER) (14)
- Norvégia (NOR) (11)
- Olaszország (ITA) (18)
- Románia (ROU) (3)
- San Marino (SMR) (2)
- Spanyolország (ESP) (10)
- Svájc (SUI) (20)
- Svédország (SWE) (8)
- Szenegál (SEN) (2)
- Szlovénia (SLO) (11)
- Szváziföld (SWZ) (1)
- Tajvan (TPE) (3)
- Törökország (TUR) (4)
- Új-Zéland (NZL) (2)

## Éremtáblázat
(A rendező nemzet eltérő háttérszínnel, az egyes számoszlopok legmagasabb értéke, vagy értékei vastagítással kiemelve.)
| Az 1992. évi téli olimpiai játékok éremtáblázata alpesisíben | Az 1992. évi téli olimpiai játékok éremtáblázata alpesisíben | Az 1992. évi téli olimpiai játékok éremtáblázata alpesisíben | Az 1992. évi téli olimpiai játékok éremtáblázata alpesisíben | Az 1992. évi téli olimpiai játékok éremtáblázata alpesisíben | Olimpia  |
| ------------------------------------------------------------ | ------------------------------------------------------------ | ------------------------------------------------------------ | ------------------------------------------------------------ | ------------------------------------------------------------ | -------- |
|                                                              | Ország                                                       | Arany                                                        | Ezüst                                                        | Bronz                                                        | Összesen |
| 1.                                                           | Ausztria (AUT)                                               | 3                                                            | 2                                                            | 3                                                            | 8        |
| 2.                                                           | Olaszország (ITA)                                            | 3                                                            | 2                                                            | 0                                                            | 5        |
| 3.                                                           | Norvégia (NOR)                                               | 2                                                            | 0                                                            | 2                                                            | 4        |
| 4.                                                           | Kanada (CAN)                                                 | 1                                                            | 0                                                            | 0                                                            | 1        |
| 4.                                                           | Svédország (SWE)                                             | 1                                                            | 0                                                            | 0                                                            | 1        |
|                                                              |                                                              |                                                              |                                                              |                                                              |          |
| 6.                                                           | Franciaország (FRA)                                          | 0                                                            | 2                                                            | 1                                                            | 3        |
| 7.                                                           | Luxemburg (LUX)                                              | 0                                                            | 2                                                            | 0                                                            | 2        |
| 7.                                                           | Egyesült Államok (USA)                                       | 0                                                            | 2                                                            | 0                                                            | 2        |
| 9.                                                           | Új-Zéland (NZL)                                              | 0                                                            | 1                                                            | 0                                                            | 1        |
|                                                              |                                                              |                                                              |                                                              |                                                              |          |
| 10.                                                          | Németország (GER)                                            | 0                                                            | 0                                                            | 1                                                            | 1        |
| 10.                                                          | Spanyolország (ESP)                                          | 0                                                            | 0                                                            | 1                                                            | 1        |
| 10.                                                          | Svájc (SUI)                                                  | 0                                                            | 0                                                            | 1                                                            | 1        |
|                                                              |                                                              |                                                              |                                                              |                                                              |          |
| Összesen                                                     | Összesen                                                     | 10                                                           | 11                                                           | 9                                                            | 30       |

## Érmesek

### Férfi
| Az 1992. évi téli olimpiai játékok érmesei férfi alpesisíben |                                       |           |                                       |           |                                      |           |
| Versenyszám                                                  | Arany                                 | Arany     | Ezüst                                 | Ezüst     | Bronz                                | Bronz     |
| Összetett                                                    | Josef Polig · Olaszország (ITA)       | 14,5 pont | Gianfranco Martin · Olaszország (ITA) | 14,9 pont | Steve Locher · Svájc (SUI)           | 18,1 pont |
| Lesiklás                                                     | Patrick Ortlieb · Ausztria (AUT)      | 1:50,37   | Franck Piccard · Franciaország (FRA)  | 1:50,42   | Günther Mader · Ausztria (AUT)       | 1:50,47   |
| Műlesiklás                                                   | Finn Christian Jagge · Norvégia (NOR) | 1:44,39   | Alberto Tomba · Olaszország (ITA)     | 1:44,67   | Michael Tritscher · Ausztria (AUT)   | 1:44,85   |
| Óriás-műlesiklás                                             | Alberto Tomba · Olaszország (ITA)     | 2:06,98   | Marc Girardelli · Luxemburg (LUX)     | 2:07,30   | Kjetil André Aamodt · Norvégia (NOR) | 2:07,82   |
| Szuperóriás-műlesiklás                                       | Kjetil André Aamodt · Norvégia (NOR)  | 1:13,04   | Marc Girardelli · Luxemburg (LUX)     | 1:13,77   | Jan Einar Thorsen · Norvégia (NOR)   | 1:13,83   |

### Női
| Az 1992. évi téli olimpiai játékok érmesei női alpesisíben |                                        |           |                                       |            |                                                |            |
| Versenyszám                                                | Arany                                  | Arany     | Ezüst                                 | Ezüst      | Bronz                                          | Bronz      |
| Összetett                                                  | Petra Kronberger · Ausztria (AUT)      | 2,55 pont | Anita Wachter · Ausztria (AUT)        | 19,39 pont | Florence Masnada · Franciaország (FRA)         | 21,38 pont |
| Lesiklás                                                   | Kerrin Lee-Gartner · Kanada (CAN)      | 1:52,55   | Hilary Lindh · Egyesült Államok (USA) | 1:52,61    | Veronika Wallinger-Stallmaier · Ausztria (AUT) | 1:52,64    |
| Műlesiklás                                                 | Petra Kronberger · Ausztria (AUT)      | 1:32,68   | Annelise Coberger · Új-Zéland (NZL)   | 1:33,10    | Blanca Fernández Ochoa · Spanyolország (ESP)   | 1:33,35    |
| Óriás-műlesiklás                                           | Pernilla Wiberg · Svédország (SWE)     | 2:12,74   | Diann Roffe · Egyesült Államok (USA)  | 2:13,71    | nem adták ki                                   |            |
| Óriás-műlesiklás                                           | Pernilla Wiberg · Svédország (SWE)     | 2:12,74   | Anita Wachter · Ausztria (AUT)        | 2:13,71    | nem adták ki                                   |            |
| Szuperóriás-műlesiklás                                     | Deborah Compagnoni · Olaszország (ITA) | 1:21,22   | Carole Merle · Franciaország (FRA)    | 1:22,63    | Katja Seizinger · Németország (GER)            | 1:23,19    |